# هرمز آرش
هرمز آرش یا ارباب هرمز (متولد یزد، درگذشته ۸ شهریور ۱۳۵۱) یکی از واقفان مشهور زرتشتی و سازندهً محلهٔ تهرانپارس در شهر تهران است. ساختن و وقف چندین مدرسه، مسجد، بیمارستان و اهدای چندین هکتار زمین به جمعیت شیر و خورشید سرخ ایران از جمله کارهای اوست.
عمارت ارباب هرمز در فلکه چهارم تهرانپارس که تاریخ ساخت آن به دوره قاجار بازمی‌گردد و در فهرست آثار ملی ثبت شده‌است نیز متعلق به اوست.

## زندگی
ارباب هرمز، متولد روستای خیرآباد در شهر یزد است، پدرش تیرانداز نام داشت. در نوجوانی به هندوستان سفر کرد و فعالیت کاری خود را از آنجا آغاز نمود. او با پری آگاهی ازدواج کرد و آنها صاحب ۵ فرزند شدند. پسرش روئین‌تن در جوانی بر اثر سانحه ای فوت کرد و ارباب هرمز به نامگاه او در سال ۱۳۵۰ بیمارستانی به نام بیمارستان بانوان روئین آرش ساخت و آنرا وقف نمود.